# Hoh River
Pour les articles homonymes, voir Hoh.
Le fleuve Hoh (Hoh River en anglais) est un cours d'eau d'environ 90 km de long, qui s'écoule dans l'État de Washington au nord-ouest des États-Unis.

## Étymologie
Le nom du cours d'eau ainsi que celui de la tribu éponyme provient du nom employé pour nommer ce lieu par la tribu Quinault /húxw/.

## Description

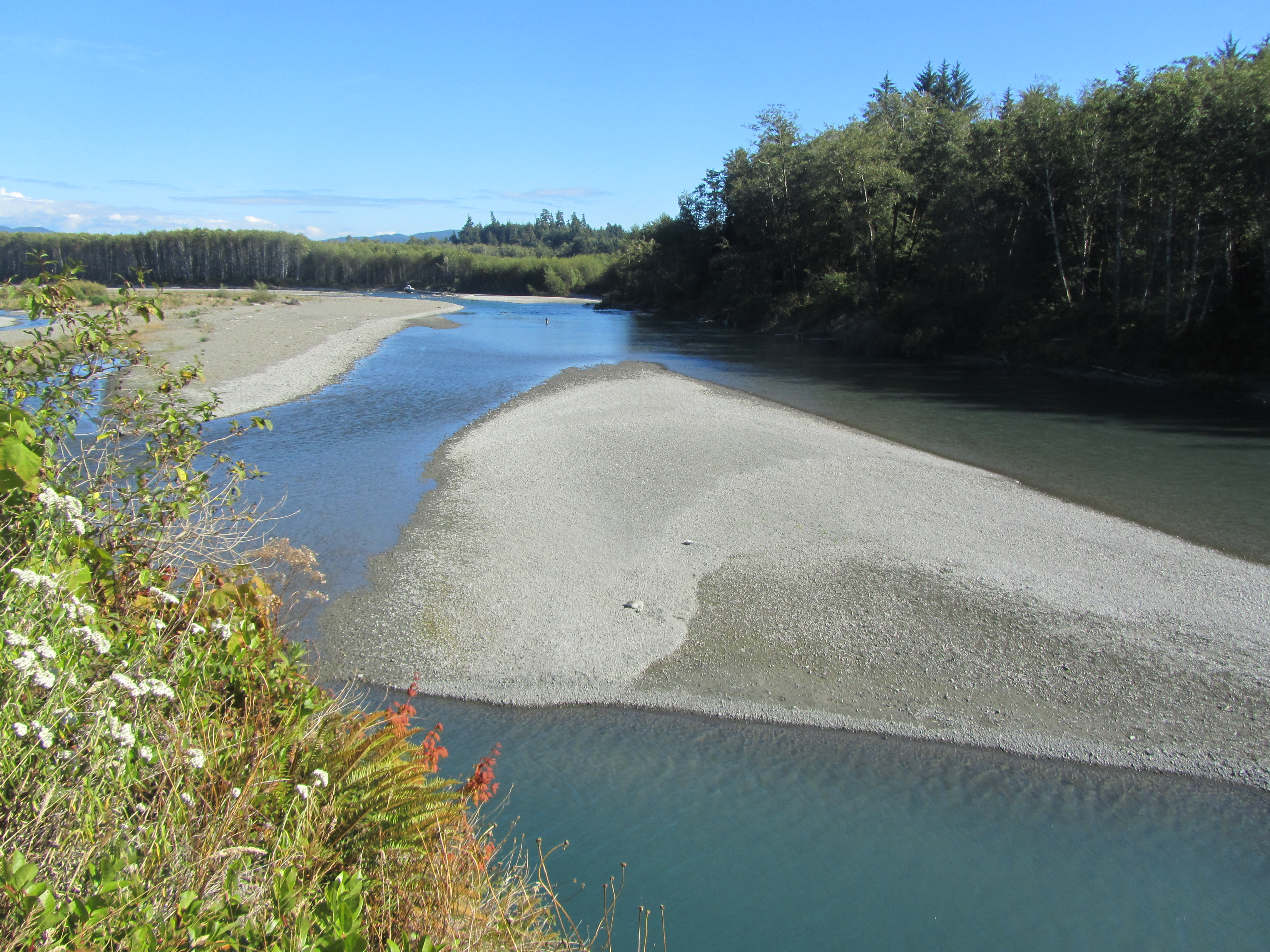
La Hoh river près de son embouchure.

Le cours d'eau prend sa source au niveau du glacier Hoh sur les flancs du mont Olympe. C'est là qu'il est alimenté par les glaciers présents sur la montagne ce qui lui donne également une coloration bleue laiteuse par suite de la présence de poussières en suspension arrachées de la montagne par les glaciers. Lorsque le dénivelé diminue plus bas dans la vallée, les matières en suspension en provenance des glaciers s'accumulent en formant des méandres avec des bancs de sable et de graviers. De nombreux barrages naturels causés par l'accumulation de tronc d'arbres sont présents dans le cours d'eau.
Il se dirige ensuite vers l'ouest au sein du parc national Olympique dans les montagnes Olympiques. Dans le parc, il traverse la forêt pluviale Hoh Rain Forest. Il sort ensuite du parc national pendant quelques dizaines de kilomètres avant de se jeter dans l'océan Pacifique. À son embouchure, il délimite la frontière entre la réserve amérindienne de la tribu Hoh et d'une seconde portion du parc national.
La superficie du bassin du fleuve est de 774 km2. Son débit, qui fluctue énormément durant l'année, peut diminuer de deux tiers en été par rapport à l'hiver.

## Milieu naturel
Une portion importante du fleuve traverse la Hoh Rain Forest, une des rares forêts pluviales présente en climat tempéré. Les précipitations y sont abondantes grâce à la proximité de l'océan Pacifique et grâce aux montagnes Olympiques. Grâce à l'océan, le climat y est de plus assez doux ce qui favorise la pousse de nombreuses espèces d'arbres et de plantes.

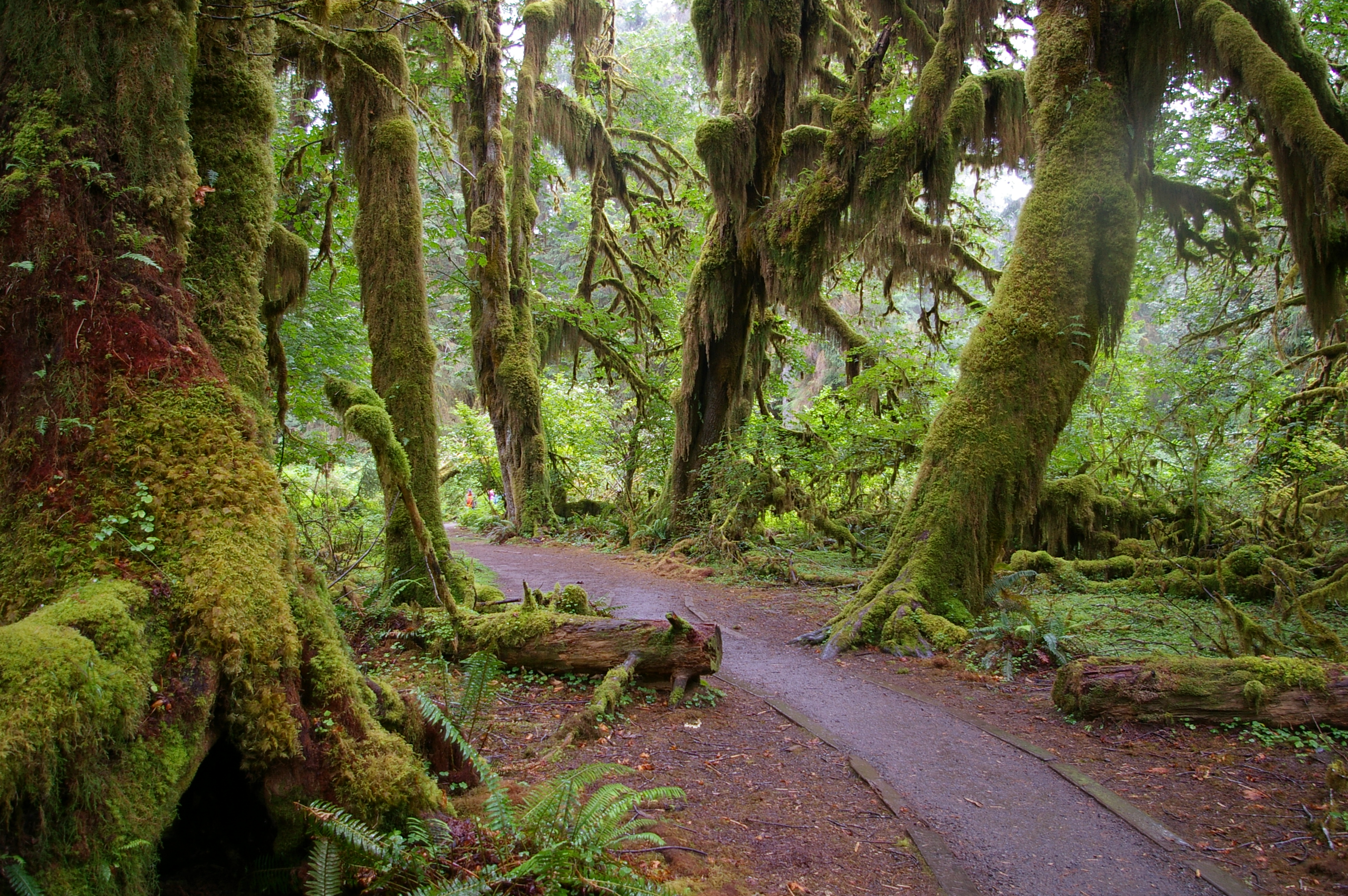
Sentier dans la Hoh Rain Forest

Des arbres comme la Pruche de l'Ouest, le Sapin de Douglas et l'Épinette de Sitka peuvent atteindre des tailles imposantes. L'humidité favorise également la présence d'espèces de fougères et de mousses.
Le parc national Olympique fut créé en 1938, en partie pour préserver les populations locales de Wapiti de Roosevelt. De nos jours, environ 400 des 4 000 à 5 000 wapitis vivent dans la vallée du fleuve.
Le cours d'eau en lui-même abrite de nombreux poissons dont des espèces de salmonidés (chinook, coho, kéta et sockeye). La gestion de la pêche dans le cours d'eau est géré par la tribu Hoh en coopération avec le département de la pêche de Washington.
57.6 % du bassin hydrographique du fleuve est géré par le National Park Service (qui administre le parc national), 24.4 % par l'État de Washington, 17.6 % par des propriétaires privés, 0"% par le service des forêts nationales et 0!% par la réserve amérindienne de la tribu Hoh.